# Nancy Welford
Nancy Welford (Londra, 31 maggio 1904 – San Francisco, 30 settembre 1991) è stata un'attrice statunitense nei primi anni del cinema sonoro.

## Biografia
Nata a Londra nel 1904, Nancy Welford era figlia di Ada Loftus e dell'attore inglese Dallas Welford (1872-1946). Alta 1.52, dotata di una voce gradevole e di una recitazione brillante, calcò le orme del padre, diventando anche lei attrice. Nel 1922, debuttò a Broadway nel musical Orange Blossoms.
Tra il 1929 e il 1933 girò cinque film, di cui il più famoso resta, senz'altro, quello in cui debuttò, Cercatrici d'oro, dove l'attrice cantava - non accreditata - due canzoni, And Still They Fall in Love e Song of the Gold Diggers. Il film è la versione del 1929 di The Gold Diggers, commedia di grande successo di Avery Hopwood.
Si sposò con F. Heath Cobb.

### Morte
Nancy Welford morì il 30 settembre 1991 a San Francisco, all'età di 87 anni.

## Filmografia
- Cercatrici d'oro (Gold Diggers of Broadway), regia di Roy Del Ruth (1929)
- The Phantom in the House, regia di Phil Rosen (1929)
- The Jazz Cinderella, regia di Scott Pembroke (1930)
- A Safe Affair, regia di Herbert Wynne (1931)
- Yours Sincerely, regia di Roy Mack (1933)

## Spettacoli teatrali
- Orange Blossoms, di Fred De Gresac (Broadway, 19 settembre 1922)
- Cinders, di Edward Clark e Rudolf Friml (Broadway, 3 aprile 1923)
- Lady Do (Broadway, 18 aprile 1927)
- Rain or Shine (Broadway, 9 febbraio 1928)